# Ноай (Уаза)
Ноай (фр. Noailles) — коммуна на севере Франции, регион О-де-Франс, департамент Уаза, округ Бове, кантон Шомон-ан-Вексен. Расположена в 15 км к юго-востоку от Бове и в 57 км к северу от Парижа, в 8 км от автомагистрали А16 "Европейская".
Население (2018) — 2 814 человек.

## Достопримечательности
- Здание мэрии конца XVIII века
- Здание почтамта 1750 года
- Церковь Святого Люсьена XVI века
- Район Бонкур с сохранившимися домами XVI-XVIII веков

## Экономика
Структура занятости населения:
- сельское хозяйство — 4,6 %
- промышленность — 6,9 %
- строительство — 7,5 %
- торговля, транспорт и сфера услуг — 42,4 %
- государственные и муниципальные службы — 38,6 %

Уровень безработицы (2017) — 14,0 % (Франция в целом — 13,4 %, департамент Уаза — 13,8 %). 

Среднегодовой доход на 1 человека, евро (2018) — 21 480 (Франция в целом — 21 730, департамент Уаза — 22 150).

## Демография
Динамика численности населения, чел.

## Администрация
Пост мэра Ноай с 2014 года занимает Бенуа Биберон (Benoît Biberon). На муниципальных выборах 2020 года возглавляемый им список был единственным.
| Период | Период | Фамилия        | Партия                    | Примечания                             |
| ------ | ------ | -------------- | ------------------------- | -------------------------------------- |
| 1995   | 2001   | Рафаэль Перки  |                           | работник автомобильной отрасли         |
| 2001   | 2008   | Беатрис Мар    | Социалистическая партия   | депутат Национального собрания Франции |
| 2008   | 2014   | Бернар Вильнёв | Союз за народное движение | работник государственного казначейства |
| 2014   |        | Бенуа Биберон  |                           | фермер                                 |

## Галерея

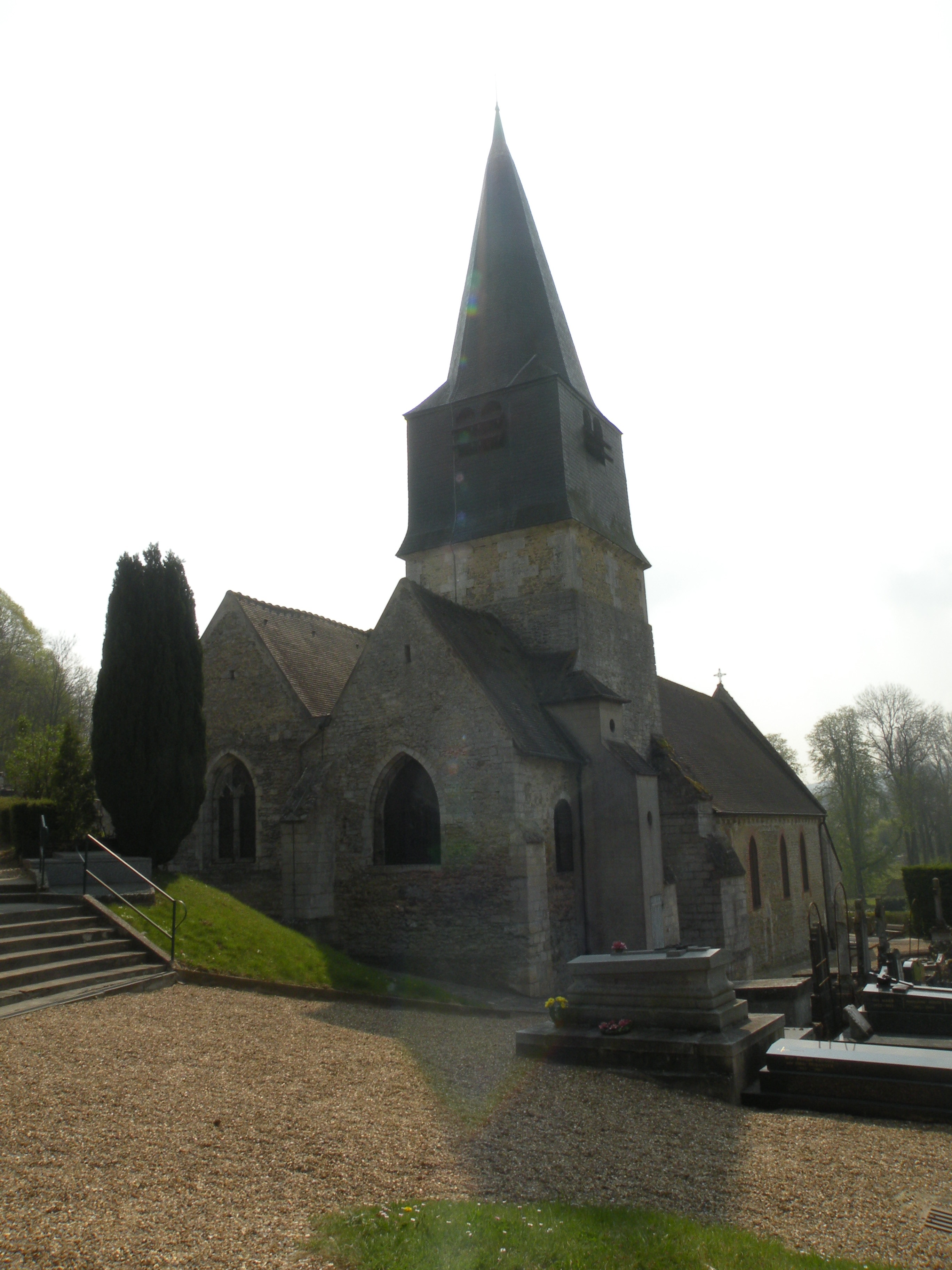
Церковь Святого Люсьена

1. 1 2  база данных о французских коммунах — Национальный географический институт Франции, 2015.
2. ↑  https://data.geopf.fr/telechargement/download/GEOFLA/GEOFLA_2-2_COMMUNE_SHP_LAMB93_FXX_2016-06-28/GEOFLA_2-2_COMMUNE_SHP_LAMB93_FXX_2016-06-28.7z — 2016.